# رمز أيوني
رمز أيوني (بالإنجليزي: Ion notation) في علم الفلك , يشار إلى الذرات المتأينة باستخدام رمز كيميائي – أرقام رومانية , فعلى سبيل المثال يرمز لأيون الهيدروجين المفرد بالرمز ||H ويعبر عن خطوط الانبعاث بأقواس مربعة على يمين ويسارالعنصر مثل [ ||Fe] أو [|||Ca